# (12317) Madicampbell
(12317) Madicampbell – planetoida z pasa głównego asteroid okrążająca Słońce w ciągu 4 lat i 245 dni w średniej odległości 2,79 j.a. Została odkryta 24 kwietnia 1992 roku. Przed nadaniem nazwy planetoida nosiła oznaczenie tymczasowe (12317) 1992 HH1.